# 6819 McGarvey
6819 McGarvey (1983 LL) là một tiểu hành tinh vành đai chính được phát hiện ngày 14 tháng 6 năm 1983 bởi S. Smrekar ở Palomar.